# Британський сленг
Британський сленґ (англ. British slang) використовується у Великій Британії з XVI-го століття. Сленг є неформальною мовою, іноді властивий конкретному соціальному класу або групі.
Британський сленг був предметом багатьох наукових праць, в тому числі сімох словників, опублікованих у 1889 році. Ерік Партрідж видав кілька робіт про британський сленг, серед яких Dictionary of Slang and Unconventional English, переглянутий і відредагований Полом Білом.

## Визначення сленгу
Сленг — це використання неформальних слів і виразів, які не вважаються стандартом у мовленні мовця. Сленг часто можна знайти в лексиці, яка стосується речей, що вважаються табу. Його часто використовують для ідентифікації зі своїми однолітками, хоча він є поширеним серед молодих людей. Сленг використовується мовцями всіх поколінь і соціальних груп. Kollins English Dictionary (3rd edition) описує сленг, як «словниковий запас, ідіоми і т. д., які не підходять до стандартної форми мови або формальних контекстів». The Oxford Dictionary of English Grammar (1994) описує його як «слова, фрази і цілі, які розглядаються як неофіційні і часто обмежуються спеціальними контекстами, бо властиві конкретній професії, класу і т. д.». Jonathan Green, у своїй книзі 1999, Cassell Dictionary of Slang подає таке визначення слунгу: «Лічильник мови, мова — бунтар, мова поза законом, зневажаюча і гранична». Визнаючи, що існує безліч дефініцій, він продовжує говорити: «Серед численних описів сленгу, одне є загальним — це далеко від основної англійської мови».

## Історія британського сленгу
Датувати жаргонні слова і фрази надзвичайно складно через характер сленгу. Сленг — більше, ніж будь-яка інша мова пручається для запису його на папері.
Уперше використав сленг у своїх п'єсах Томас Деккер, Томас Міддлтон та Вільям Шекспір ще у 16 столітті. Перші книги, що містили сленг, також з'явилися приблизно в цей час: Роберт Копланд «The hye way to the Spytlell hous, was a dialogue in verse between Copland and the porter of St Bartholomew's hospital, which included Thieves». У 1566 році, була опублікована книга Томаса Хармана «A Caveat or Warning for Common Cursitors, vulgarly called vagabonds». У 1698 році був опублікований «New Dictionary of the Canting Crew» (автор Б. Є. Гент), в який додатково включені деякі ознаки цього мовного явища. У ньому домінують сленгінізми 18 століття. У 1785 році був виданий у 5 виданнях «The Classical Dictionary of the Vulgar Tongue», автором якого є Капітан Френсіс Гроз. Книга Гроза вважалася офіційною заміною «Slang Dictionary». У 1889 році надійшли у продаж два багатотомні словники сленгу: « A Dictionary of Slang, Jargon and Cant» Альберта Баррера та Чарльза Леланда. Останні були опубліковані в семи томах. Пізніше їх об'єднали до одного видання і опублікували в 1905 році під назвою «A Dictionary of Slang and Colloquial English».

## Різновиди сленгу
Є цілий ряд різних видів британського сленгу, найвідоміший з яких римований сленг.
Наприклад, у Лондоні популярний так званий «cockney English». «Cockney» — це уродженець східної частини Лондона (East End). Однак, на сьогоднішньому етапі не всі, хто говорять на діалекті «cockney», живуть у східній частині міста. У зв'язку з розселенням жителів, а також із трансляцією діалекту по місцевому телебаченню. Він став популярним і в інших районах Лондона, а деякі вирази настільки вжилися в англійську мову, що вони широко використовуються і в решті куточків країни. Цікаво, що для «cockney English» характерний так званий «rhyming slang», або сленг, який римується. Для прикладу: Apples and pears = stairs — перекл. сходи.
Деякі різновиди сленгу були винайдені у зв'язку з необхідністю для забезпечення секретності, такі, як тюремний жаргон, що походить від злодіїв «cant», і «Polari» різноманітність слів сленгової лексики, що використовується представниками сексуальних меншин в Британії і Сполученому Королівстві. Гомосексуальні стосунки вважались злочином до 1967 року і Polari має історію, що налічує сто років.
Сленг використовується також для само ідентифікації або почуття приналежності до певного ряду професій, в першу чергу, збройні сили, звані силами або службами сленгу; і будівельна галузь (словник «Служба сленгу», автором якого є J. L. Hunt та A. G. Pringle був опублікований 1943 року). Словник передруковувався 2008 році. Вступ зазначає, що сленг постійно змінює мову. Він також вказує, що сленгом послуговується значна частина мовців незалежно від соціального стану чи статусу.